# U 93 (U-Boot, 1917)
U 93  war ein diesel-elektrisches Flotten-U-Boot der deutschen Kaiserlichen Marine, das im Ersten Weltkrieg zum Einsatz kam.

## Einsätze
U 93 lief am 15. Dezember 1916 bei der Germaniawerft in Kiel vom Stapel und wurde am 10. Februar 1917 in Dienst gestellt. Ab April 1917 war das U-Boot der IV. U-Flottille in Emden und Borkum zugeordnet.
U 93 führte während des Ersten Weltkriegs fünf Unternehmungen im östlichen Nordatlantik durch. Dabei wurden 33 Handelsschiffe mit einer Gesamttonnage von 87.798 Bruttoregistertonnen (BRT) versenkt. Neben zivilen Schiffen der Kriegsgegner wurden auch Schiffe unter Flaggen neutraler Länder angegriffen.
Am 30. April 1917 wurde U 93 in einem Artilleriegefecht mit der britischen U-Boot-Falle Prize (ca. 200 BRT) schwer beschädigt. Der Kommandant, Freiherr von Spiegel, ging in dem Gefecht, zusammen mit einem Unteroffizier und dem Steuermann, über Bord; alle drei gerieten in Kriegsgefangenschaft. U 93 tauchte weg und trat unter dem Kommando des ersten Wachoffiziers die Heimreise an.
Das größte von U 93 versenkte Schiff war das britische Frachtschiff Volodia mit fast 5.700 BRT. Die Volodia wurde am 21. August 1917 auf ihrer Fahrt von Montreal nach London etwa 285 Meilen südwestlich von Ouessant versenkt. Dabei kamen zehn Menschen ums Leben. Am 23. Oktober versenkte U 93 das brasilianische Handelsschiff Macau vor der Küste Spaniens. Daraufhin erklärte Brasilien am 26. Oktober 1917 dem Deutschen Reich den Krieg.

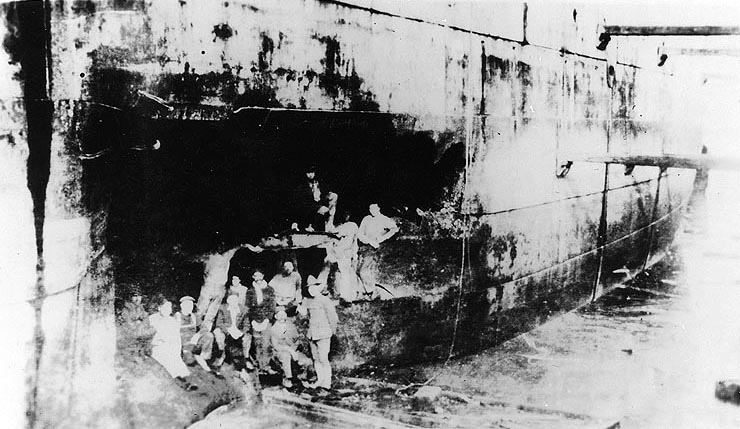
Die von U 93 beschädigte Finland (1917)

Wesentlich größer war allerdings der US-amerikanische Truppentransporter Finland, der am 28. Oktober 1917 etwa 150 Meilen von Brest entfernt torpediert wurde. Dabei starben neun Besatzungsmitglieder. Das mit rund 12.000 BRT vermessende Schiff konnte jedoch schwerbeschädigt Brest erreichen und wieder instand gesetzt werden.

## Verbleib
Am 29. Dezember 1917 verließ U 93 die Ems zu einer Feindfahrt durch den Ärmelkanal, die das U-Boot vor die nordfranzösische Küste führen sollte. Am 5. Januar 1918 bestand Funkkontakt mit dem deutschen U-Boot UC 17, als sich U 93 westlich von Penmarch befand. Spätere Versenkungen lassen darauf schließen, dass U 93 mindestens bis Mitte Januar 1918 im Einsatz war. Ab da an galt U 93 als verschollen. Neben der Besatzung war mit Kapitänleutnant Friedrich Burchardi ein Marineoffizier zur Ausbildung zum U-Boot-Kommandanten an Bord, welcher ebenfalls als verschollen gilt und welcher 1915 aus der Internierung der ehemaligen Besatzungsmitglieder der Dresden in Chile nach Deutschland geflohen war.

## Kommandanten
- Kapitänleutnant Freiherr Edgar von Spiegel von und zu Peckelsheim: 10. Februar 1917 bis 30. April 1917
- Oberleutnant Wilhelm Ziegner: 30. April 1917 bis 22. Mai 1917
- Kapitänleutnant Helmut Gerlach: 23. Mai 1917 bis Januar 1918